# 綠帶海豬魚
綠帶海豬魚，為輻鰭魚綱鱸形目隆頭魚亞目隆頭魚科的其中一種，分布於西大西洋區，從美國北卡羅萊納州至墨西哥灣東北部、猶加敦半島海域，棲息深度27-190公尺，體長可達23公分，棲息在深水礁石區，生活習性不明，可作為觀賞魚。